# Estrela (piłkarz)
Valdomiro Tualungo Paulo Lameira znany jako Estrela (ur. 22 września 1995 w Luandzie) – angolski piłkarz grający na pozycji defensywnego pomocnika. Od 2021 jest zawodnikiem klubu Erzurumspor FK.

## Kariera klubowa
Swoją karierę piłkarską Estrela rozpoczynał w 2006 roku w juniorach Benfiki. W sezonie 2013/2014 był członkiem zespołu rezerw Benfiki, jednak nie rozegrał w nim żadnego meczu. W latach 2014–2015 występował w amerykańskim Orlando City SC. W styczniu 2016 przeszedł do cypryjskiego APOEL FC. Swój debiut i zarazem jedyny mecz w nim zanotował 27 lutego 2016 w wygranym 3:0 domowym meczu z AO Ajia Napa. W sezonie 2015/2016 wywalczył mistrzostwo Cypru.
Latem 2016 Estrela przeszedł do portugalskiego drugoligowca, Varzim SC. Swój debiut w nim zaliczył 6 listopada 2016 w przegranym 1:3 wyjazdowym meczu z União Madeira. W Varzim spędził trzy sezony.
W lipcu 2019 Estrela został zawodnikiem CD Aves. Zadebiutował w nim 18 sierpnia 2019 w zwycięskim 3:1 domowym meczu z CS Marítimo. Na koniec sezonu 2019/2020 spadł z Aves z pierwszej do drugiej ligi.
W styczniu 2021 Estrela został piłkarzem egipskiego National Bank of Egypt SC. Swój debiut w nim zaliczył 8 stycznia 2021 w zremisowanym 0:0 domowym meczu z Pyramids FC. W Egipcie spędził pół roku.
Latem 2021 Estrela został zawodnikiem tureckiego klubu Erzurumspor FK. Swój debiut w nim zanotował 23 sierpnia 2021 w wygranym 2:1 domowym spotkaniu z Bursasporem.
| Sezon   | Klub                      | Kraj              | Rozgrywki                 | Mecze | Bramki |
| ------- | ------------------------- | ----------------- | ------------------------- | ----- | ------ |
| 2013/14 | Sporting CP B             | Portugalia        | Segunda Liga              | 0     | 0      |
| 2014    | Orlando City SC           | Stany Zjednoczone | USL Pro                   | 5     | 1      |
| 2015    | Orlando City SC           | Stany Zjednoczone | MLS                       | 0     | 0      |
| 2015/16 | APOEL FC                  | Cypr              | Protathlima A’ Kategorias | 1     | 0      |
| 2016/17 | Varzim SC                 | Portugalia        | Segunda Liga              | 28    | 1      |
| 2017/18 | Varzim SC                 | Portugalia        | Segunda Liga              | 15    | 1      |
| 2018/19 | Varzim SC                 | Portugalia        | Segunda Liga              | 29    | 0      |
| 2019/20 | CD Aves                   | Portugalia        | Primeira Liga             | 21    | 0      |
| 2020/21 | National Bank of Egypt SC | Egipt             | I liga                    | 17    | 0      |
| 2021/22 | Erzurumspor FK            | Turcja            | 1. Lig                    | 30    | 0      |
| 2022/23 | Erzurumspor FK            | Turcja            | 1. Lig                    | 29    | 1      |
| 2023/24 | Erzurumspor FK            | Turcja            | 1. Lig                    | 25    | 0      |

## Kariera reprezentacyjna
W reprezentacji Angoli Estrela zadebiutował 25 marca 2021 w przegranym 0:1 meczu kwalifikacji do Pucharu Narodów Afryki 2021 z Gambią, rozegranym w Bakau. W 2024 roku został powołany do kadry na Puchar Narodów Afryki 2023. W tym turnieju rozegrał cztery mecze: grupowe z Mauretanią (3:2) i z Burkiną Faso (2:0), w 1/8 finału z Namibią (3:0) i ćwierćfinałowy z Nigerią (0:1).